# Lawrence Washington (1602-1652)
Lawrence Washington (1602 — 21 de enero de 1652) fue un párroco de la Iglesia de Inglaterra. Fue también un progenitor de la familia Washington en Virginia, siendo el tatarabuelo de George Washington, el primer presidente de los Estados Unidos.

## Biografía
Washington nació en 1602. Fue el quinto hijo de Lawrence Washington (1565-1616) y Elizabeth Lyte. Terminó sus estudios en Brasenose College, en la Universidad de Oxford en 1623 cuando se graduó con un bachiller universitario en letras. En 1627 se convirtió en profesor ("lector") de la universidad, y después, en 1632, un "proctor" (representante del clero en los diócesis de la Iglesia de Inglaterra).
Bajo el reino de Carlos I de Inglaterra, se deseaba eliminar la influencia del clero puritano en la universidad, y Washington se encontraba en una posición de poder para cumplir los objetivos de William Laud, el Arzobispo de Canterbury. Por su éxito al sacar la universidad del puritanismo, Washington ganó una posición como párroco en la parroquia de Purleigh en Essex en 1632. Durante este periodo se casó con Amphilis Twigden con quien tuvo 6 hijos.
No obstante, el ejercicio de su cargo no perduró mucho tiempo, ya que durante la Revolución Inglesa, fue una víctima de las acusaciones del Parlamento Largo, que estaba censurando y despidiendo a centenas de clérigos por la traición y la inmoralidad. Washington perdió su posición al ser acusado por ser un "frecuentador de cervecerías" y por animar a otros a entregarse al alcoholismo.
Después de su expulsión de la parroquia de Purleigh, Washington se convirtió en el rector de Little Braxted, una parroquia empobrecida. Murió en la pobreza en 1652 con 49 años.